# Первая лига Беларуси по футболу 2021
Первая лига Беларуси по футболу 2021 — 31-е первенство среди белорусских команд Первой лиги, которое проводилось с 17 апреля по 20 ноября 2021 года. Путёвки в Высшую лигу получили дзержинский «Арсенал», бобруйская «Белшина» и «Днепр-Могилёв».

## Регламент
Из-за того, что сразу несколько команд прекратили существование, на старт турнира вышли лишь 12 клубов. По этой же причине пришлось остановиться на непривычном формате проведения соревнований — в 3 круга. В третьем круге хозяева поля определялись согласно жеребьёвки.
Команды, занявшие 1-е и 2-е место, получали право на выход в Высшую лигу. Команда, занявшая 3-е место, сыграла переходные матчи с 14-й командой Высшей лиги. Победитель переходных матчей получал право на участие в Высшей лиге в 2022 году. Напрямую ни одна из команд не выбывала во Вторую лигу.

## Изменения по сравнению с предыдущим сезоном
Клубы, вышедшие в Высшую лигу по итогам сезона 2020:
- «Спутник» (Речица) — 1-е место в Первой лиге сезона 2020.
- «Гомель» — 2-е место в Первой лиге сезона 2020.
- «Сморгонь» — 6-е место в Первой лиге сезона 2020, в связи с ликвидацией ФК «Городея»[1].

Клубы, покинувшие Высшую лигу по итогам сезона 2020:
- «Белшина» (Бобруйск) — 15-е место в Высшей лиге сезона 2020.
- «Смолевичи» — 16-е место в Высшей лиге сезона 2020, отказ от участия по финансовым причинам[2].

Клубы, вышедшие в Первую лигу из Второй лиги по итогам сезона 2020:
- «Днепр-Могилёв» — 1-е место во Второй лиге сезона 2020.
- «Шахтёр» (Петриков) — 2-е место во Второй лиге сезона 2020.
- «Барановичи» — 4-е место во Второй лиге сезона 2020.

Клубы, покинувшие Первую лигу по итогам сезона 2020:
- «Ошмяны-БГУФК» — 10-е место в Первой лиге сезона 2020, расформирован.
- «Гранит» (Микашевичи) — 13-е место в Первой лиге сезона 2020, отказ от участия по финансовым причинам.
- «Химик» (Светлогорск) — 14-е место в Первой лиге сезона 2020, расформирован[3].

## Участники

### Тренеры и капитаны команд
| Клуб          | Главный тренер      | Капитан               | Отставки тренеров                    |
| ------------- | ------------------- | --------------------- | ------------------------------------ |
| Арсенал       | Павел Кирильчик     | Дмитрий Осипенко      |                                      |
| Барановичи    | Олег Король         | Даниил Силинский      |                                      |
| Белшина       | Виталий Павлов      | Алексей Харитонович   |                                      |
| Волна         | Сергей Яскович      | Артём Татаревич       |                                      |
| Днепр-Могилёв | Вячеслав Левчук     | Антон Шепелев         | Игорь Чумаченко (после 12-го тура)   |
| Крумкачи      | Олег Кубарев        | Павел Гречишко        | Олег Дулуб (после 10-го тура)        |
| Лида          | Сергей Петрушевский | Алексей Добровольский |                                      |
| Локомотив     | Андрей Горовцов     | Евгений Кудаш         |                                      |
| Нафтан        | Валерий Стрипейкис  | Игорь Довгяло         | Тарас Чопик (после 6-го тура)        |
| Орша          | Игорь Чумаченко     | Вадим Бальбух         | Николай Бранфилов (после 22-го тура) |
| Слоним-2017   | Леонид Лагун        | Виктор Утюжников      | Игорь Слесарчук (после 23-го тура)   |
| Шахтёр        | Сергей Никифоренко  | Владимир Старостин    |                                      |

### Иностранные игроки
Из статуса легионера выведены футболисты, которые постоянно проживали в Беларуси и выступали здесь на протяжении трёх лет до достижения 25-летнего возраста. Ранее исполком АБФФ принял решение не считать россиян, а также иностранных студентов белорусских ВУЗов легионерами в чемпионате страны.
| Клуб          | Игрок 1            | Игрок 2              | Игрок 3             | Игрок 4              | Игрок 5        |
| ------------- | ------------------ | -------------------- | ------------------- | -------------------- | -------------- |
| Арсенал       | Александр Варванин |                      |                     |                      |                |
| Барановичи    | Сергей Гузов       |                      |                     |                      |                |
| Белшина       | Ислам Чесноков     | Илья Васильев        | Рамазан Исаев       | Михаил Захаров       |                |
| Волна         |                    |                      |                     |                      |                |
| Днепр-Могилёв | Дмитрий Терещенко  | Мурат Хотов          |                     |                      |                |
| Крумкачи      | Виктор Утюжников   |                      |                     |                      |                |
| Лида          | Мухаммаджон Лоиков |                      |                     |                      |                |
| Локомотив     | Вепа Жумаев        | Дмитрий Лаврищев     |                     |                      |                |
| Нафтан        | Абдулазиз Лаваль   |                      |                     |                      |                |
| Орша          | Матвей Матвеев     | Гаджимурад Абдуллаев | Георгий Четвергов   | Александр Максименко | Эльдар Атабиев |
| Слоним-2017   | Александр Орлов    | Дмитрий Хижняк       | Даниил Солодовников |                      |                |
| Шахтёр        | Артём Телепов      | Автандил Лабадзе     | Алихан Малкандуев   |                      |                |

## Стадионы
| Белшина                  | Барановичи              | Волна                 | Днепр-Могилёв      | Лида              |
| ------------------------ | ----------------------- | --------------------- | ------------------ | ----------------- |
| «Спартак», Бобруйск      | «Локомотив», Барановичи | «Волна», Пинск        | «Спартак», Могилёв | «Старт», Лида     |
| Вместимость: 3700        | Вместимость: 3749       | Вместимость: 3136     | Вместимость: 7350  | Вместимость: 3000 |
|                          |                         |                       |                    |                   |
| Локомотив                | Нафтан                  | Орша                  | Арсенал            | Слоним-2017       |
| «Локомотив», Гомель      | «Атлант», Новополоцк    | ЦСК «Оршанский», Орша | «Городея»          | «Юность», Слоним  |
| Вместимость: 750         | Вместимость: 4522       | Вместимость: 2582     | Вместимость: 1625  | Вместимость: 2220 |
|                          |                         |                       |                    |                   |
| Крумкачи                 | Шахтёр                  |                       |                    |                   |
| СОК «Олимпийский», Минск | «Припять», Петриков     |                       |                    |                   |
| Вместимость: 1500        | Вместимость: 800        |                       |                    |                   |
|                          |                         |                       |                    |                   |

## Итоговая таблица
| М  | Команда             | И  | В  | Н  | П  | Мячи    | ±   | О  | Примечания          |
| -- | ------------------- | -- | -- | -- | -- | ------- | --- | -- | ------------------- |
| 1  | Арсенал (Дзержинск) | 33 | 20 | 8  | 5  | 59 − 22 | +37 | 68 | Выход в Высшую лигу |
| 2  | Белшина (Бобруйск)  | 33 | 19 | 6  | 8  | 69 − 42 | +27 | 63 | Выход в Высшую лигу |
| 3  | Крумкачи (Минск)    | 33 | 17 | 9  | 7  | 58 − 31 | +27 | 60 | Переходные матчи    |
| 4  | Волна (Пинск)       | 33 | 16 | 8  | 9  | 49 − 39 | +10 | 56 |                     |
| 5  | Днепр-Могилёв       | 33 | 15 | 10 | 8  | 58 − 38 | +20 | 55 | Выход в Высшую лигу |
| 6  | Локомотив (Гомель)  | 33 | 15 | 9  | 9  | 56 − 39 | +17 | 54 |                     |
| 7  | Шахтёр (Петриков)   | 33 | 13 | 7  | 13 | 50 − 56 | −6  | 46 |                     |
| 8  | Нафтан (Новополоцк) | 33 | 11 | 11 | 11 | 44 − 46 | −2  | 44 |                     |
| 9  | Орша                | 33 | 9  | 7  | 17 | 41 − 60 | −19 | 34 |                     |
| 10 | Барановичи          | 33 | 7  | 7  | 19 | 38 − 72 | −34 | 28 |                     |
| 11 | Лида                | 33 | 4  | 9  | 20 | 33 − 75 | −42 | 21 |                     |
| 12 | Слоним-2017         | 33 | 3  | 7  | 23 | 27 − 62 | −35 | 16 |                     |

И — игры, В — выигрыши, Н — ничьи, П — проигрыши, Мячи — забитые и пропущенные голы, ± — разница голов, О — очки

## Статистика сезона
| Место | Игрок              | Клуб          | Голы |
| ----- | ------------------ | ------------- | ---- |
| 1     | Денис Козловский   | Локомотив     | 29   |
| 2     | Кирилл Сидоренко   | Днепр-Могилёв | 19   |
| 3     | Рамазан Исаев      | Белшина       | 17   |
| 4     | Искандар Заробеков | Нафтан        | 16   |
| 5     | Артём Кийко        | Арсенал       | 14   |

| Место | Игрок              | Клуб          | Г+П        |
| ----- | ------------------ | ------------- | ---------- |
| 1     | Денис Козловский   | Локомотив     | 39 (29+10) |
| 2     | Рамазан Исаев      | Белшина       | 21 (17+4)  |
| 3     | Кирилл Сидоренко   | Днепр-Могилёв | 20 (19+1)  |
| 3     | Искандар Заробеков | Нафтан        | 20 (16+4)  |
| 3     | Артём Кийко        | Арсенал       | 20 (14+6)  |
| 3     | Илья Васильев      | Белшина       | 20 (9+11)  |

| Место | Игрок            | Клуб      | ГП |
| ----- | ---------------- | --------- | -- |
| 1     | Валерий Сенько   | Арсенал   | 14 |
| 2     | Никита Пацко     | Арсенал   | 12 |
| 3     | Илья Васильев    | Белшина   | 11 |
| 4     | Филипп Иванов    | Крумкачи  | 10 |
| 4     | Денис Козловский | Локомотив | 10 |

| Место | Игрок              | Клуб          | СМ |
| ----- | ------------------ | ------------- | -- |
| 1     | Алексей Колтыгин   | Крумкачи      | 13 |
| 1     | Станислав Лецко    | Волна         | 13 |
| 3     | Владимир Журов     | Днепр-Могилёв | 9  |
| 3     | Андрей Силивончик  | Локомотив     | 9  |
| 5     | Владимир Пятигорец | Арсенал       | 8  |